# Louvencourt
Louvencourt település Franciaországban, Somme megyében. Lakosainak száma 295 fő (2022. január 1.). Louvencourt Authie, Acheux-en-Amiénois, Arquèves, Bus-lès-Artois, Léalvillers és Vauchelles-lès-Authie községekkel határos.

## Népesség
A település népességének változása:
| Lakosok száma | 275  | 274  | 283  | 281  | 285  | 294  | 297  | 302  | 295  |
|               | 2013 | 2015 | 2016 | 2017 | 2018 | 2019 | 2020 | 2021 | 2022 |